# 本蔵寺 (江戸川区)
本蔵寺（ほんぞうじ）は、東京都江戸川区北小岩にある日蓮宗の寺院。山号は晴立山。旧本山は大本山妙顕寺(四条門流)、奠師法縁(奠統会)。江戸川区指定文化財の木像日朗上人、日像上人坐像を祀る。同寺の境内は小岩市川関所の役人を代々務めた中根氏の館の址とされ、同氏の菩提寺と伝わる。境内には中根平左衛門家の代々合葬墓がある。

## 歴史
元和8年（1622年）に浅草新寺町に加賀藩主前田利光の母寿福院尼により創建された大雄山本蔵寺（創建時は日像菩薩にちなみ本像寺と称した。）と、正保4年（1647年）に現在地に弘法寺の日晴により創建された晴立寺が、明治43年（1910年）に合併して本蔵寺が成立した。

## 文化財
- 木造日朗・日像聖人坐像
  - 江戸川区指定有形文化財・彫刻、昭和60年3月12日告示[3]